# Jette Albinus
Jette Albinus (født 8. april 1966) er en dansk generalmajor og chef for Multinational Division North. Hun er den første kvinde i både Hæren og Hjemmeværnet med rang af general.
Albinus begyndte sin militære karriere i 1988, da hun uddannede sig som reserveofficer. I 1990 fortsatte hun grundlæggende uddannelse som officer indtil 1995, hvor hun tilbragte et år på Hærens Officersskole. Derefter var hun på Forsvarsakademiet (2001-2003). I 2009 fik hun en mastergrad i idræt og velfærd fra Københavns Universitet.
Albinus blev premierløjtnant i 1990, kaptajn i 1996, major i 2003, oberstløjtnant i 2009 og  generalmajor i 2023.
I 1996 underviste hun på Hjemmeværnsskolen. I 2000 var hun Operationsofficer i 1. Jyske Brigade, i 2003 kom hun til Institut for Militære Operationer på Forsvarsakademiet som lærer og medlem af mediegruppen, og i 2008 blev hun til chef for Hærhjemmeværnsdistrikt Vestjylland. Fra 2012 var hun chef for den Grundlæggende Officersuddannelse på Hærens Officersskole og fra 2014 chef for Veterancentret. Fra 2017-2020 stabschef i Hjemmeværnskommandoen og fra 2020-2023 vicechef i Operationsstaben i Forsvarskommandoen. 15. august 2023 blev hun udnævnt til generalmajor og overtog kommandoen for Multinational Division North.
Hun har været udsendt på missioner i Bosnien (SFOR 1999-2000), Kosovo (KFOR 2006-2007) og Afghanistan (ISAF 2014).
Albinus er Ridder af 1.grad af Dannebrogordenen. Hun har også flere NATO-udmærkelser, Hjemmeværnets Fortjensttegn og Den Franske Fortjenstmedalje i sølv.